# Al-Khayzuran
Al-Khayzuran bint Atta (em árabe: الخيزران بنت عطاء) (m. 789) foi a esposa do califa abássida Almadi e mãe dos califas Alhadi e Harune Arraxide, o mais famoso dos abássidas. Ela nasceu em Jorash, no Iêmen.

## História
Al-Khayzuran foi raptada de sua casa por um beduíno que então a vendeu num mercado de escravos perto de Meca para Almadi, que estava ali em sua peregrinação. Posteriormente, o califa se apaixonou e casou-se com ela. Al-Khayzuran era uma mulher de personalidade forte e persuadiu o marido a indicar seus filhos como próximos califas, à frente dos filhos dele com suas outras esposas. Na corte, ela era uma aliada dos barmécidas e influenciou tanto os filhos e os assuntos de estado que seu filho Alhadi tentou matá-la por envenenamento. Em contrapartida, ela foi implicada na morte do próprio filho.